# Awesome Cargo
TM Aerolíneas S.A. de C.V., o más conocida como Awesome Cargo, es una aerolínea mexicana carguera, fundada el 25 de noviembre de 2019. Fue la primera aerolínea de carga en operar en el AIFA.

## Flota
Su flota está compuesta por 2 aeronaves Airbus A330-200 convertidos a Cargueros, ambas aeronaves provenientes de la extinta aerolínea bandera italiana Alitalia.
El día 29 de junio de 2023, llega su primera aeronave Airbus A330-200, matriculado como XA-LRL, anteriormente matriculado como EI-EJI. Su segunda aeronave aún se encuentra en proceso de entrega.
La flota de Awesome Cargo a junio de 2025 tiene una edad promedio de 14.1 años y consiste de las siguientes aeronaves:
| Aeronave        | En Servicio | Órdenes | Matrícula              |
| --------------- | ----------- | ------- | ---------------------- |
| Airbus A330-200 | 3           | 0       | XA-DUR, XA-DUR, XA-LRL |